# أليس ريتشاردسون
أليس ريتشاردسون (بالإنجليزية: Alice Richardson)‏ هي لاعبة اتحاد الرغبي بريطانية، ولدت في 14 مايو 1987 في ورسستر في المملكة المتحدة.

## وصلات خارجية
- أليس ريتشاردسون على موقع أوليمبيديا (الإنجليزية)